# Placówki dyplomatyczne i konsularne w Polsce: U
Stan na: 23 grudnia 2024

## Uganda

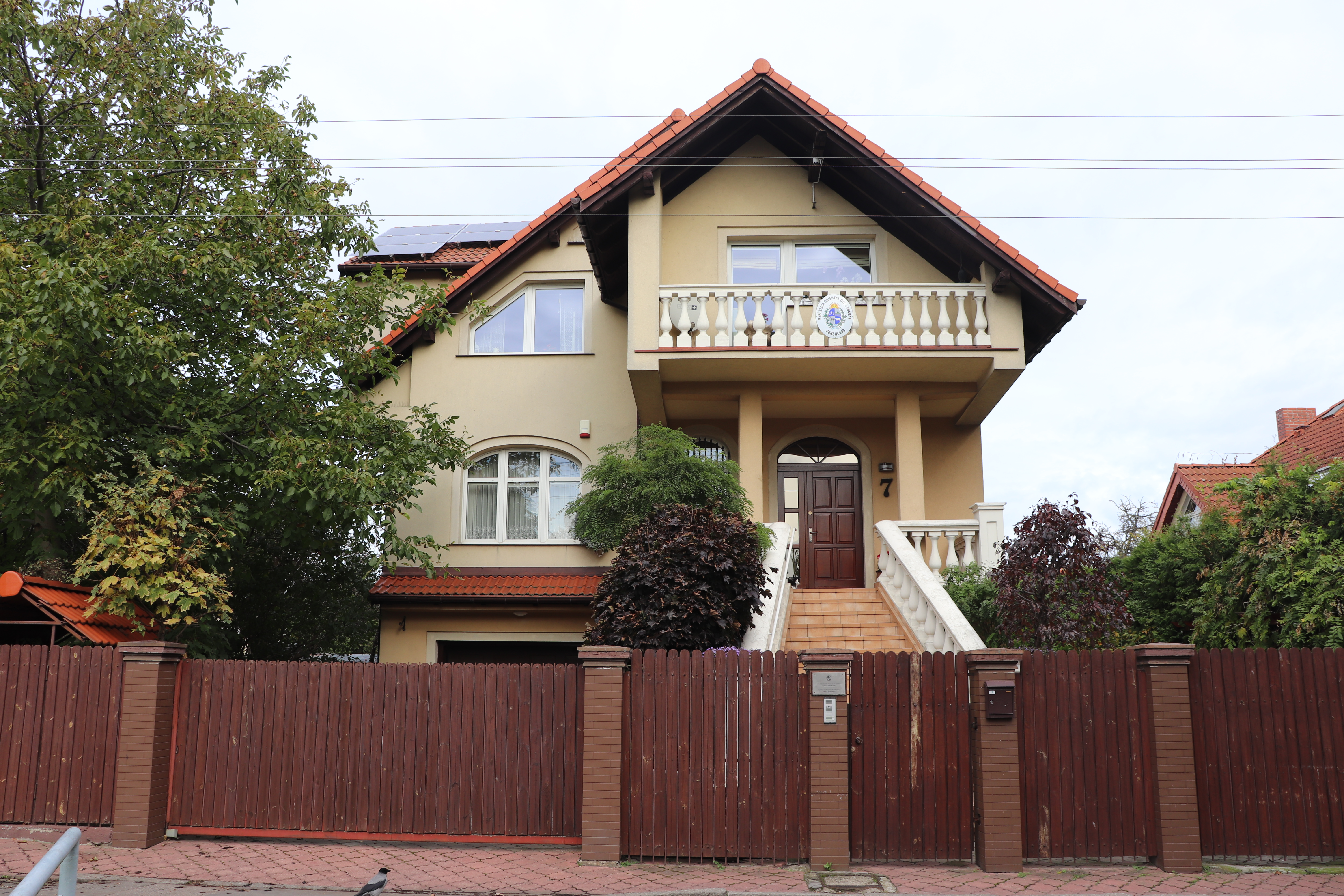
Konsulat Honorowy Wschodniej Republiki Urugwaju w Gdańsku

Brak placówki – Polskę obsługuje Ambasada Republiki Ugandy w Berlinie (Niemcy).

## Ukraina
Ambasada Ukrainy w Warszawie

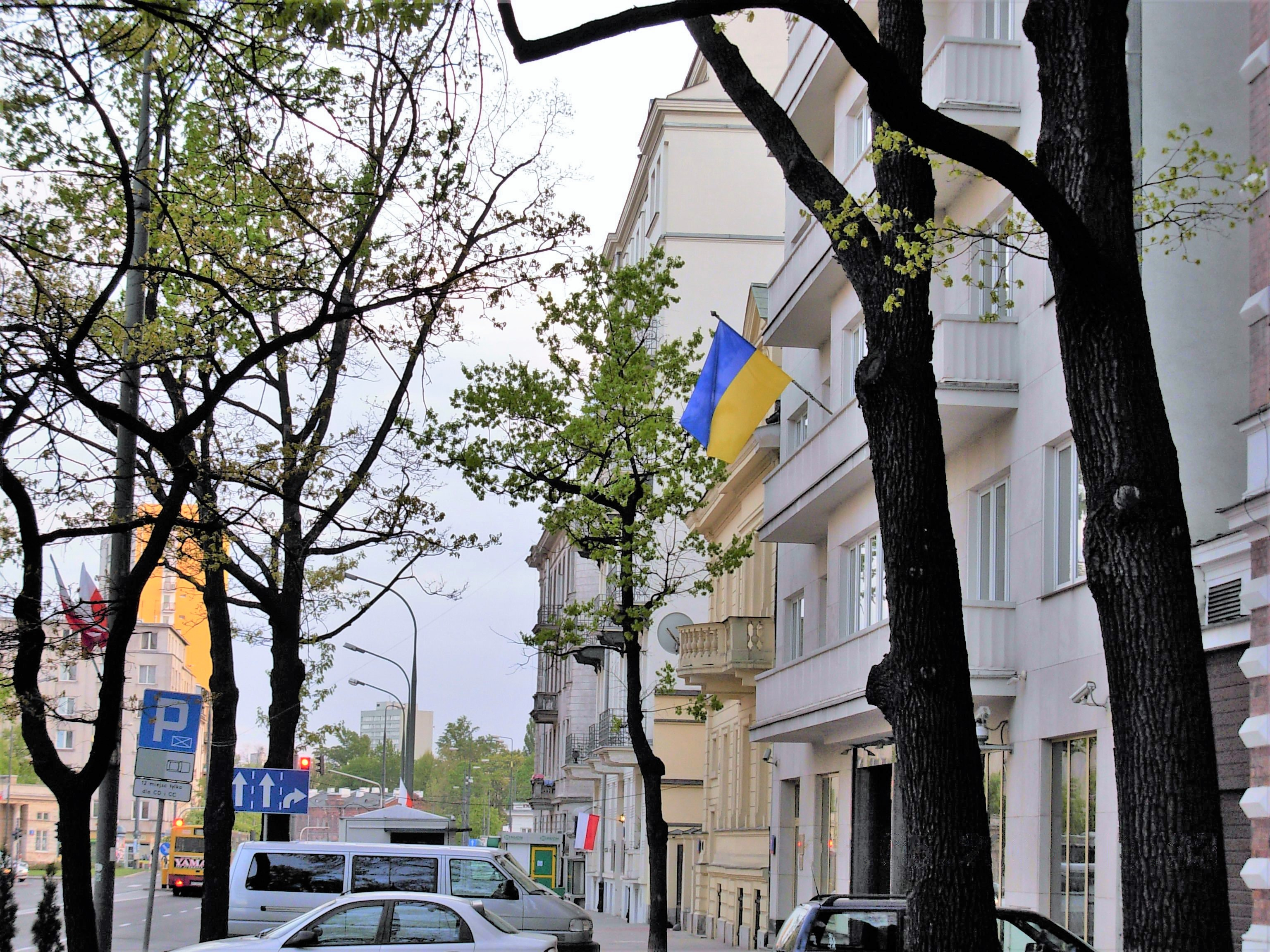
Ambasada Ukrainy w Alejach Szucha w Warszawie

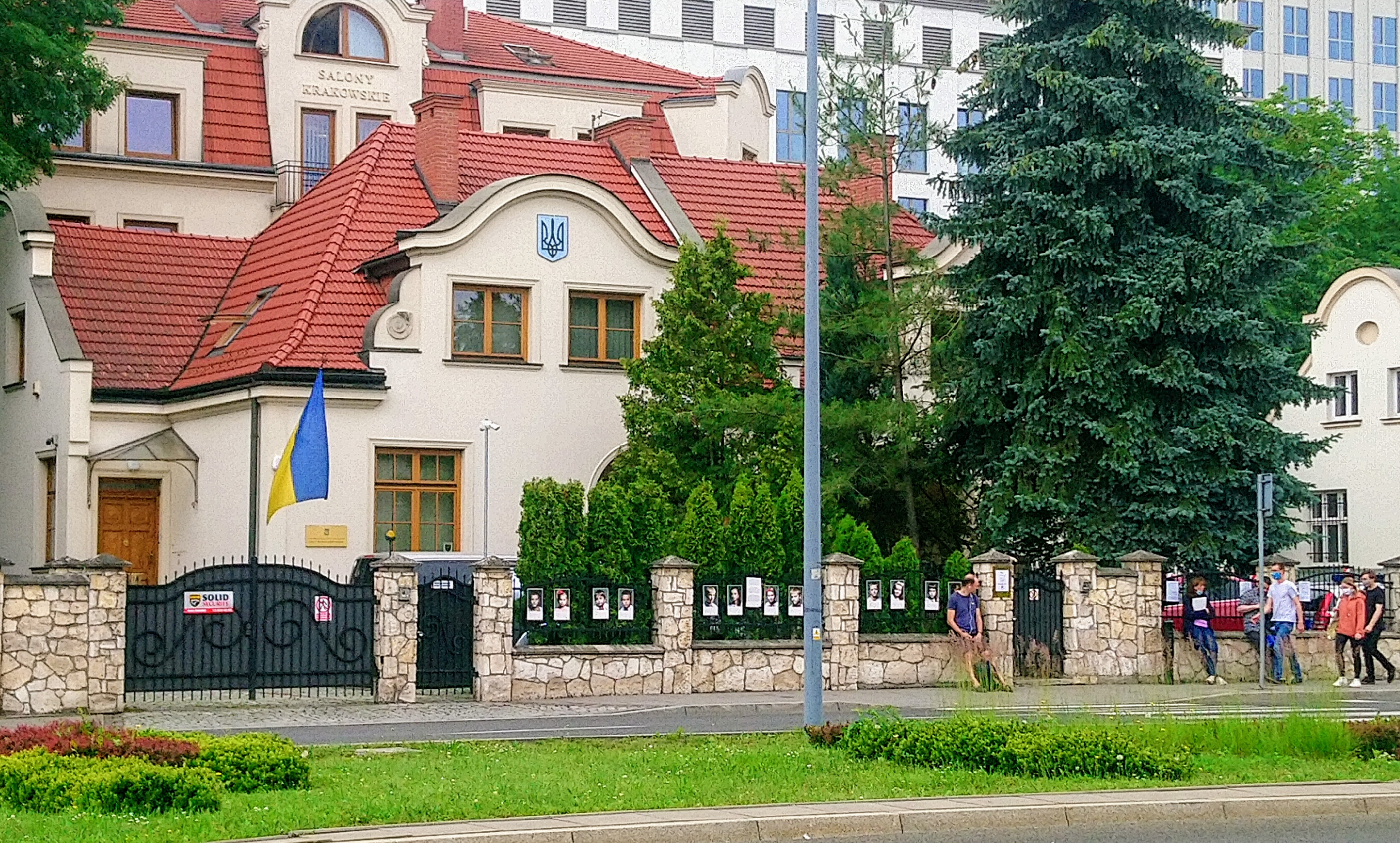
Konsulat Generalny Ukrainy w Krakowie

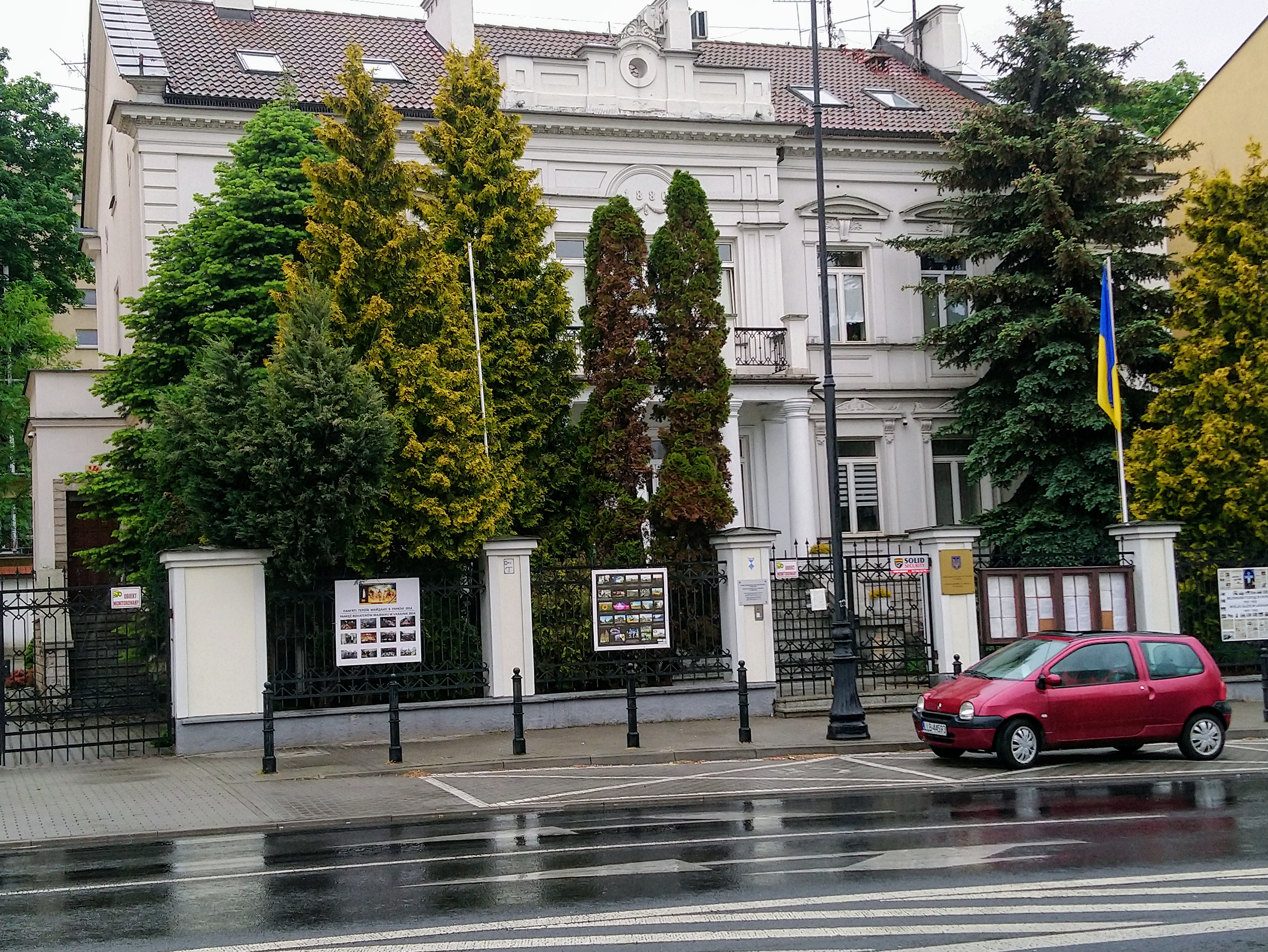
Konsulat Generalny Ukrainy w Lublinie

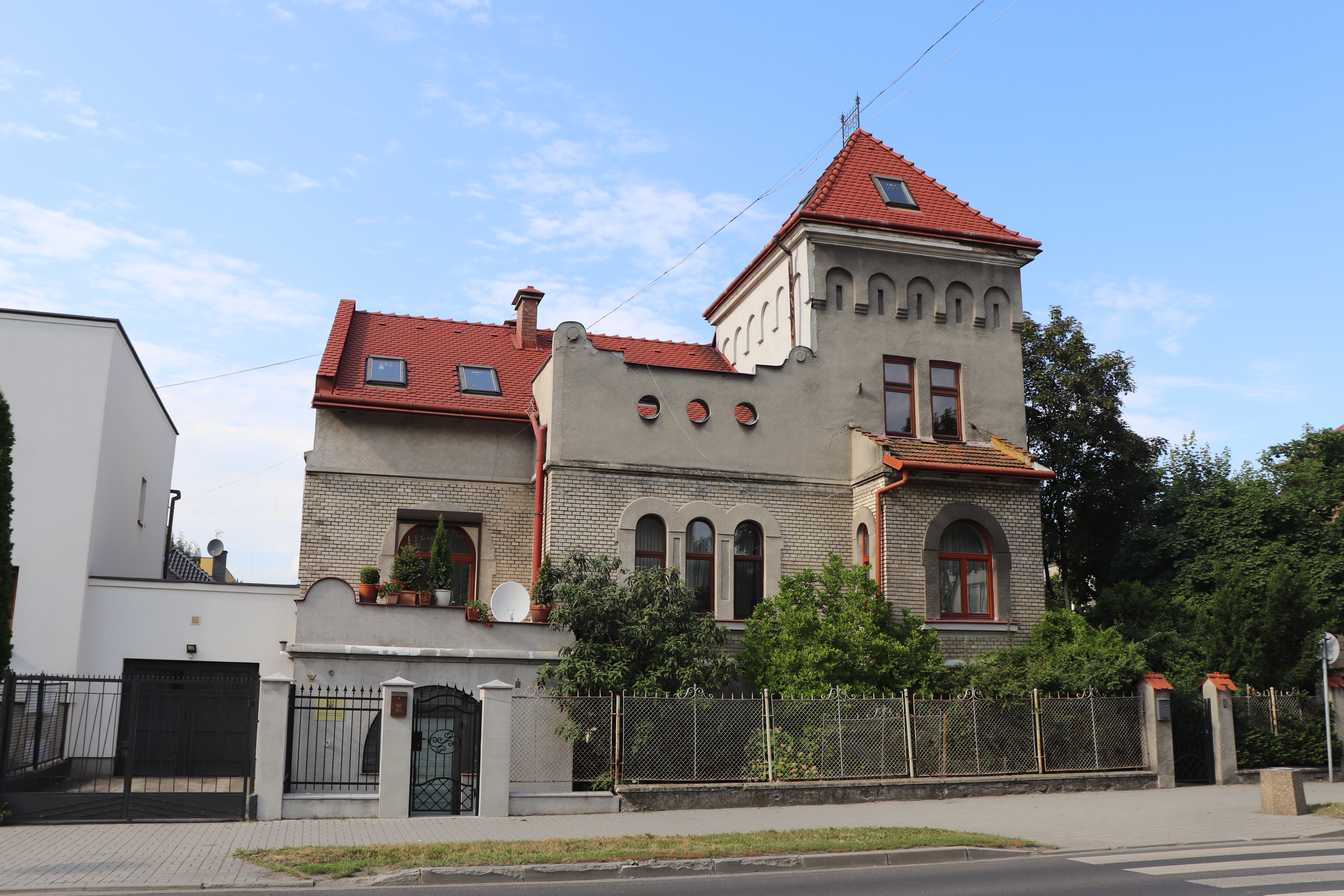
Siedziba Konsulatu Honorowego Ukrainy przy ul. Slowackiego 19 w Tarnowie

- szef placówki: Wasyl Bodnar (ambasador)
- Strona oficjalna

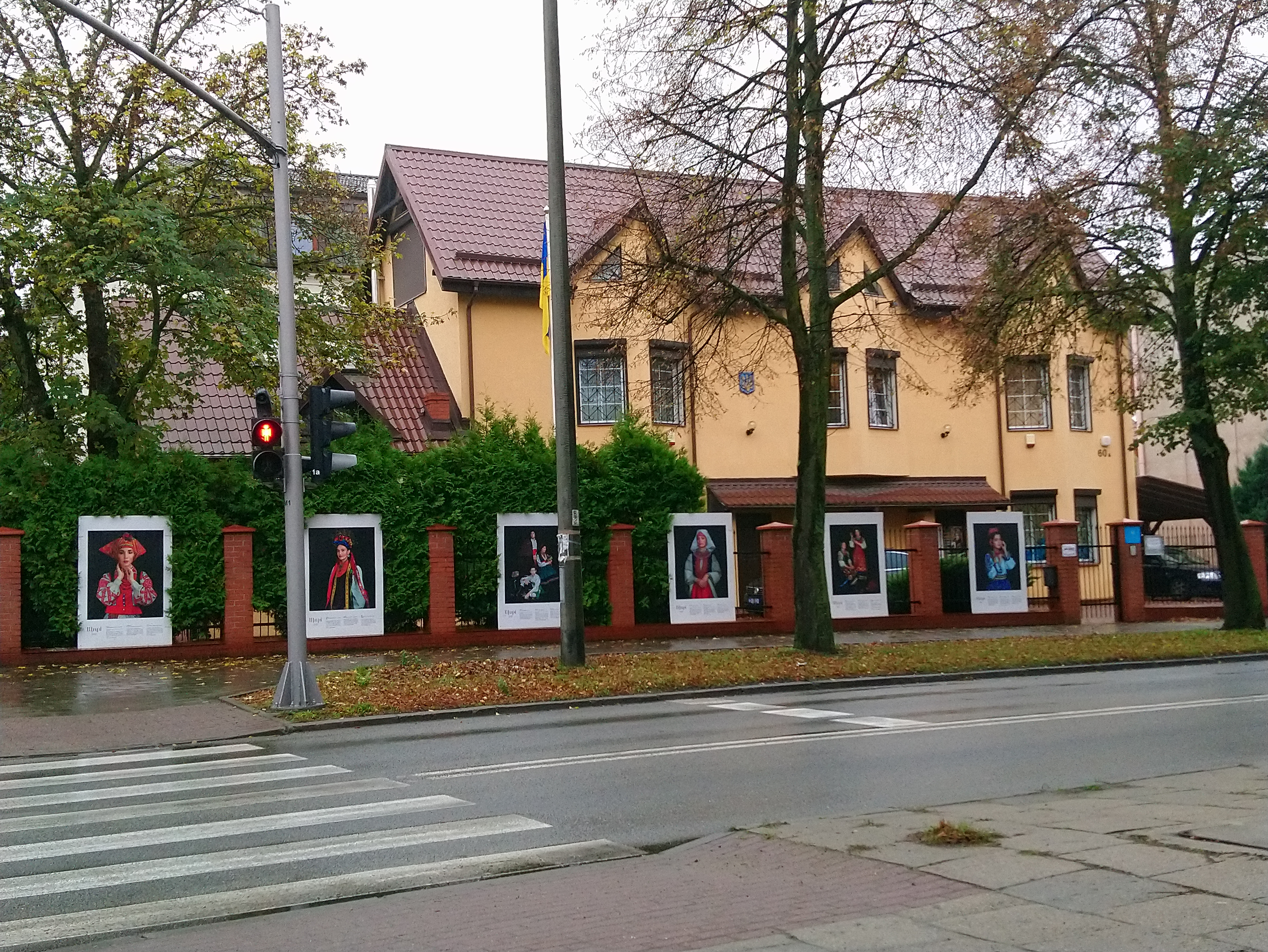
Konsulat Generalny Ukrainy w Gdańsku
- szef placówki: Ołeksandr Płodysty (konsul)
- Strona oficjalna

Konsulat Generalny Ukrainy w Krakowie
- szef placówki: Wiaczesław Wojnarowski (konsul generalny)
- Strona oficjalna

Konsulat Generalny Ukrainy w Lublinie
- szef placówki: Oleh Kuts (konsul generalny)
- Strona oficjalna

Konsulat Generalny Ukrainy we Wrocławiu
- szef placówki: Jurij Tokar (konsul generalny)
- Strona oficjalna

Konsulat Honorowy Ukrainy w Bydgoszczy
- szef placówki: Krzysztof Sikora (konsul honorowy)
- Strona oficjalna

Konsulat Honorowy Ukrainy w Chełmie
- szef placówki: Stanisław Adamiak (konsul honorowy)
- Strona oficjalna

Konsulat Honorowy Ukrainy w Katowicach
- szef placówki: Jarosław Wieczorek (konsul honorowy)
- Strona oficjalna

Konsulat Honorowy Ukrainy w Łodzi
- szef placówki: Bogdan Wysocki (konsul honorowy)

Konsulat Honorowy Ukrainy w Opolu
- szef placówki: Irena Pordzik (konsul honorowy)
- Strona oficjalna

Konsulat Honorowy Ukrainy w Przemyślu
- szef placówki: Aleksander Baczyk (konsul honorowy)
- Strona oficjalna

Konsulat Honorowy Ukrainy w Szczecinie
- szef placówki: Henryk Kołodziej (konsul honorowy)
- Strona oficjalna

Konsulat Honorowy Ukrainy w Tarnowie
- szef placówki: Bartłomiej Babuśka (konsul honorowy)
- Strona oficjalna

## Urugwaj
Brak placówki – Polskę obsługuje Ambasada Wschodniej Republiki Urugwaju w Helsinkach (Finlandia).
Konsulat Honorowy Wschodniej Republiki Urugwaju w Gdańsku
- szef placówki: Jorge Nicolas Pitsikalis Constantaras (konsul honorowy)

Konsulat Honorowy Wschodniej Republiki Urugwaju w Krakowie
- szef placówki: Carolina Grabowski Uzarczyk (konsul honorowy)

Konsulat Honorowy Wschodniej Republiki Urugwaju w Poznaniu
- szef placówki: Andrés Jorge Schuhl Lang (konsul honorowy)

## Uzbekistan

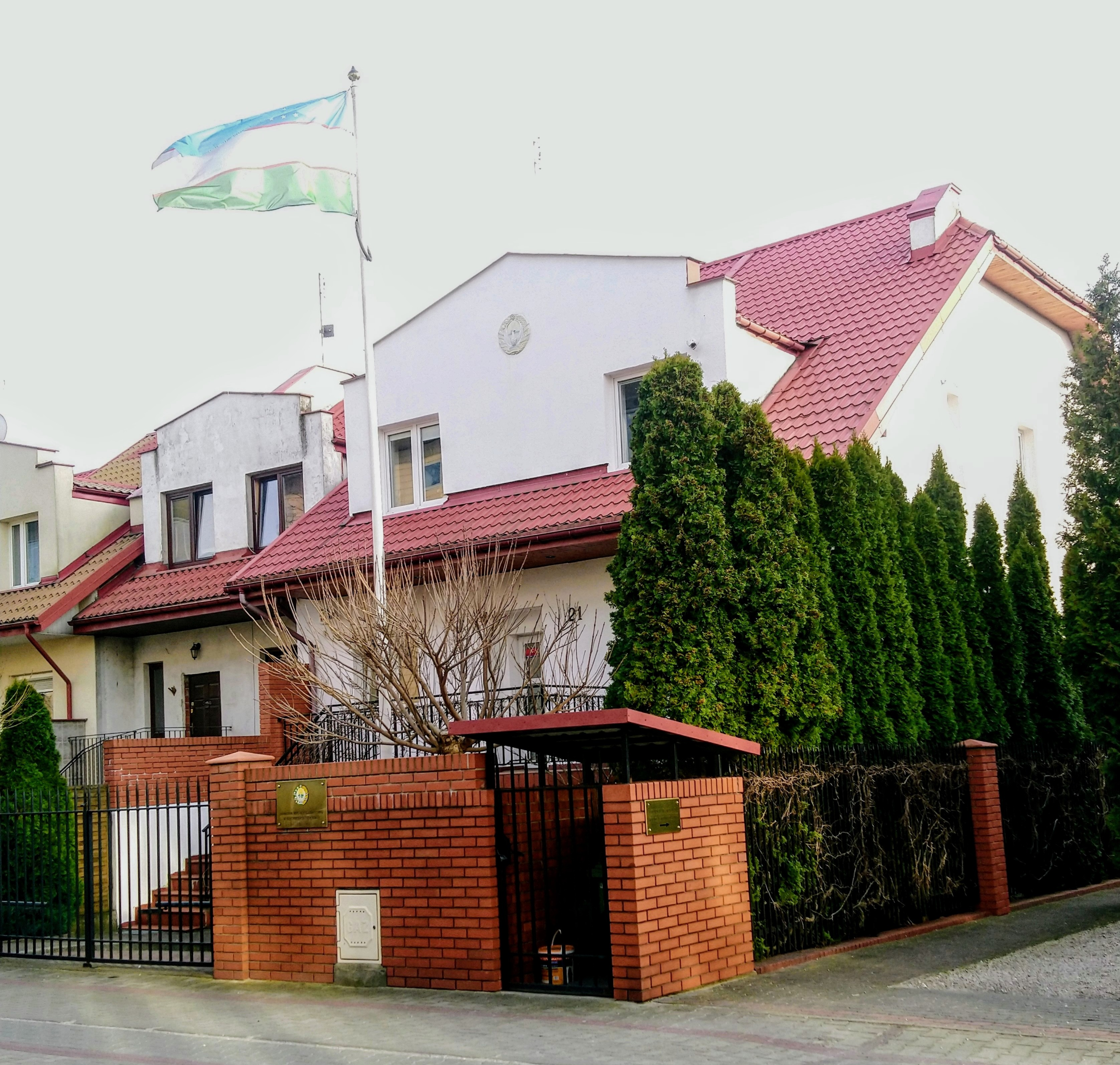
Ambasada Uzbekistanu przy ulicy Kraski w Warszawie

Ambasada Republiki Uzbekistanu w Warszawie
- szef placówki: Amirsaid Agzamkhodjaev (ambasador)
- Strona oficjalna

Konsulat Honorowy Republiki Uzbekistanu w Poznaniu
- szef placówki: Paweł Czarnecki (konsul honorowy)

Konsulat Honorowy Republiki Uzbekistanu we Wrocławiu
- szef placówki: Piotr Kocoń (konsul honorowy)